# 阿爾弗雷德·赫頓
阿爾弗雷德·赫頓（Alfred Hutton，1839年—1910年）是英國維多利亞時代的第一國王騎兵衛隊軍官、古物收集者及劍客。他發起了第一個英國古代歐洲擊劍的復興，並組織了許多有關擊劍的展覽與課程，帶動了十九世紀英國擊劍運動的發展。

## 生平
生於1839年，赫頓是第一國王騎兵衛隊的成員，曾在印度的騎兵部隊服務並學到了一些東方語言。在1890年代赫頓撰寫了許多關於擊劍的文章，他也協助組織了英國業餘擊劍協會，並擔任該協會的主席，直到他去世為止。
他在1910年去世時71歲。

## 著作
- 1867年，The Cavalry Swordsman
- 1887年，Swordsmanship, for the use of Soldiers
- 1889年，Cold Steel （页面存档备份，存于），關於佩劍及其他現代武器的實用論述。
- 1892年，Old Swordplay – The Systems of Fence in Vogue During the XVIth, XVIIth, and XVIIIth Centuries, with lessons arranged from the works of ancient masters，基於1536年 Achille Marozzo 的 Opera Nova。常被稱作 Old Sword Ways[永久]。
- 1893年，Our Swordsmanship，在Royal United Service Institution的講義
- 1895年，Notes on Ancient Fence，Albany Club的講義
- 1897年，Sword Fighting and Sword Play, The Indian Fencing Review.

## 參看
- 擊劍